# Chlosyne drusius
Chlosyne drusius är en fjärilsart som beskrevs av Edwards 1884. Chlosyne drusius ingår i släktet Chlosyne och familjen praktfjärilar. Inga underarter finns listade i Catalogue of Life.